# توماس گادفری
توماس گادفری (به انگلیسی: Thomas Godfrey) یک مخترع آمریکایی بود. او در سال ۱۷۳۰ اکتنت که یک ابزار اندازه گیری است را اختراع کرد. جان هندلی، یک مخترع انگلیسی در لندن، اکتنت را در همان زمان اختراع کرد. در واقع این دو نوآور اکتنت را به طور کاملاً مستقلانه و در یک زمان ابداع کردند.